# Anežka z Loonu
Anežka z Loonu (1150–1191) byla sňatkem s Otou I. Bavorským bavorskou vévodkyní. Během nezletilosti syna Ludvíka vládla v letech 1183 až 1191 jako bavorská regentka. Narodila se jako dcera hraběte Ludvíka z Loonu a Anežky z Mét. Anežka byla popisována jako energická regentka, která synovi zajistila dědictví.
Anežka byla patronkou spisovatele Heinricha von Veldeke.

## Potomci
Anežka měla s Otou několik dětíː
- Ota Bavorský (1169–1181)
- Žofie z Wittelsbachu (1170–1238)
- Heilika Bavorská (1171)
- Anežka Bavorská (1172–1200)
- Richardis Bavorská (1173–1231)
- Ludvík I. Bavorský (1173–1231)
- Heilika Bavorská (1176)
- Alžběta Bavorská (1178)
- Matylda Bavorská (1180–1231)